# Proceratosauridae
De Proceratosauridae zijn een groep theropode dinosauriërs behorend tot de Tyrannosauroidea. Er zijn vier bekende soorten, maar het is mogelijk dat er meer ontdekte leden zijn die nog niet als zodanig erkend worden:
- Proceratosaurus bradleyi
- Kileskus aristotocus
- Guanlong wucaii
- Sinotyrannus kazuoensis

## Naamgeving en definitie
In 2010 definieerde Oliver Rauhut een klade Proceratosauridae als de groep bestaande uit Proceratosaurus en alle soorten nauwer verwant aan Proceratosaurus dan aan Tyrannosaurus, Allosaurus, Compsognathus, Coelurus, Ornithomimus of Deinonychus.
Hetzelfde jaar meende de Russische paleontoloog Alexander Averianov dat het begrip niet voldeed aan de eisen die ICZN in artikel 13.1.1 stelde aan taxa met de rang familie wat betreft het onderscheidend vermogen en wel omdat een diagnose zou ontbreken. Hij gaf daarom zulk een diagnose in de vorm van een beschrijving van onderscheidende kenmerken van deze groep. Daarnaast gaf hij een alternatieve en sterk afwijkende definitie als nodusklade: de groep bestaande uit de laatste gemeenschappelijke voorouder van Proceratosaurus en Kileskus, en al zijn afstammelingen. In reactie op het motief werd door verschillende onderzoekers gewezen op het feit dat een kladedefinitie op zich al een diagnose vertegenwoordigt.

## Beschrijving

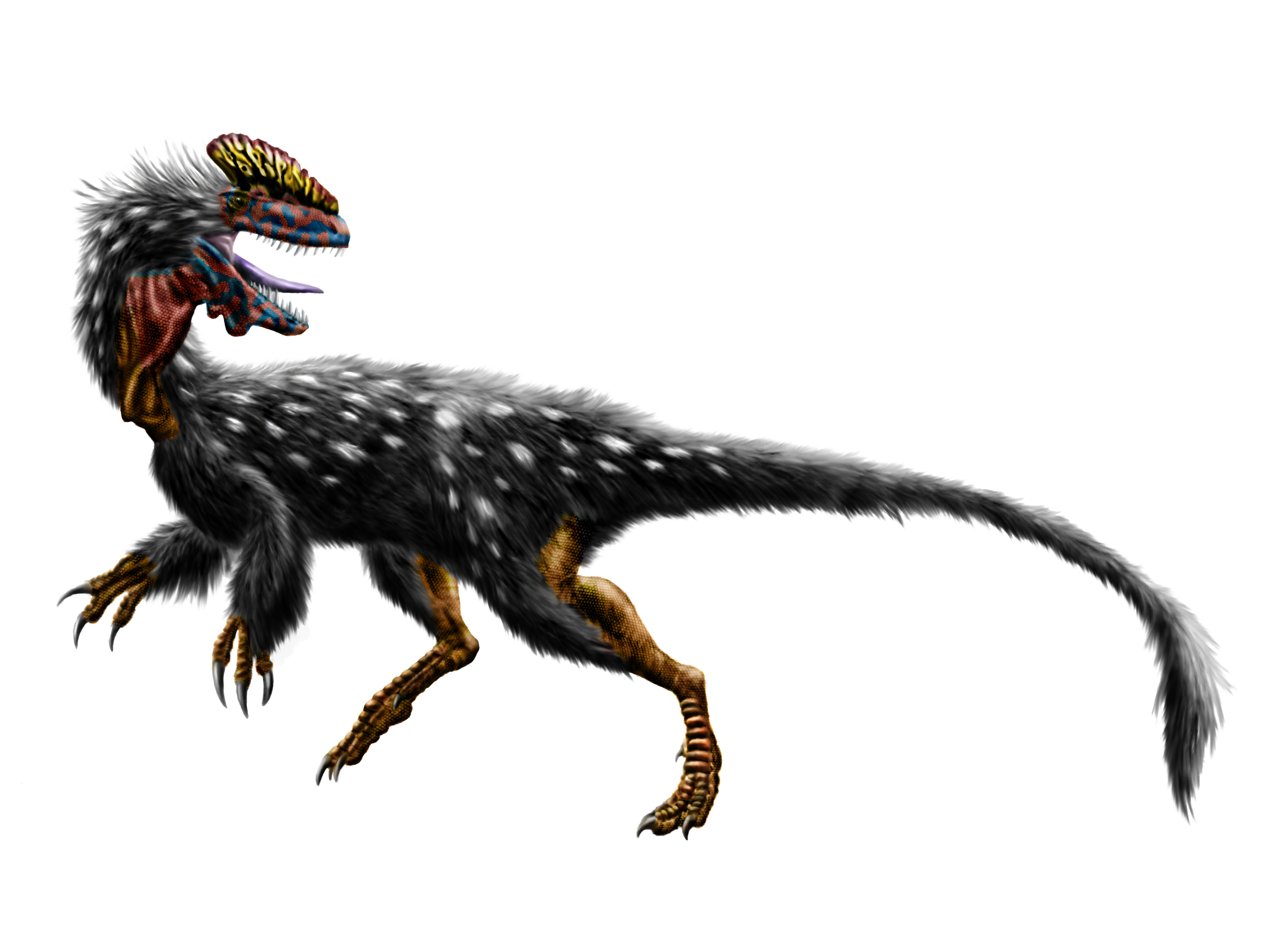
Reconstructie van Guanlong. Het is niet uitgesloten dat Guanlong net als sommige verwante geslachten, als Dilong, veerachtige structuren had.

De groep bestaat uit kleinere roofsauriërs die bekend zijn van het Midden-Jura tot Vroeg-Krijt van Laurasia (voornamelijk het huidige Europa en Azië). Behalve de verankerende soorten is ook Guanlong een zeer waarschijnlijk lid van de Proceratosauridae.
Vroeger werden Proceratosaurus en Ornitholestes soms samen in één familie gestopt vanwege enkele overeenkomsten, waaronder het feit dat beide geslachten een kam of kleine hoorn op de kop hadden. Tegenwoordig denkt men dat Ornitholestes geen kam op de kop had, maar dat dit een resultaat was van een verwonding of een fout tijdens de fossilisering. Verder zijn er ook andere overeenkomsten tussen Ornitholestes en vooral Proceratosaurus, maar ook andere proceratosauriden, waaronder de vorm van de tanden en de bouw van het lichaam. Ornitholestes is namelijk veel robuuster gebouwd dan andere coelurosauriërs uit die tijd zoals leden van de Compsognathidae. Het is mogelijk dat Ornitholestes een kamloze proceratosauride betreft, hoewel het ook mogelijk is dat de kam wel juist geïnterpreteerd was of dat deze overeenkomsten een resultaat van convergente evolutie zijn. Ook Santanaraptor vertoont deze overeenkomsten (hoewel Santanaraptor de mogelijke kan over het algemeen mist), zij het in mindere mate. Santanaraptor wordt vooral in verband gebracht met Ornitholestes. Het is daarom ook mogelijk dat Ornitholestes ook een basale tyrannosauriër was en dat hij samen met Santanaraptor de zustergroep van de Proceratosauridae vormde. Ook deelt Santanaraptor enkele eigenschappen met Dilong die het weer een meer basale plaats kunnen geven in de stamboom van de Tyrannosauroidea. Meer fossielen zullen gevonden moeten worden om meer duidelijkheid te scheppen over de precieze onderlinge relaties binnen de Tyrannosauroidea.
Vroeger dacht men altijd dat de proceratosauriden een familie van twee tot vier meter lange theropoden uit het Jura waren. De ontdekking van de mogelijk tien meter lange Sinotyrannus uit het Vroeg-Krijt van China kan dit beeld totaal veranderen. Als de schattingen kloppen betekent dit dat Sinotyrannus de grootste tyrannosauroïde is buiten de Tyrannosauridae. Niet alleen blijken sommige proceratosauriden veel groter geweest te zijn dan gedacht, ook wordt de tijd waarin men dacht dat de proceratosauriden leefden uitgebreid met ruwweg 40 miljoen jaar.
Hier zijn de zekere leden van de Proceratosauridae vergeleken in grootte met een mens:

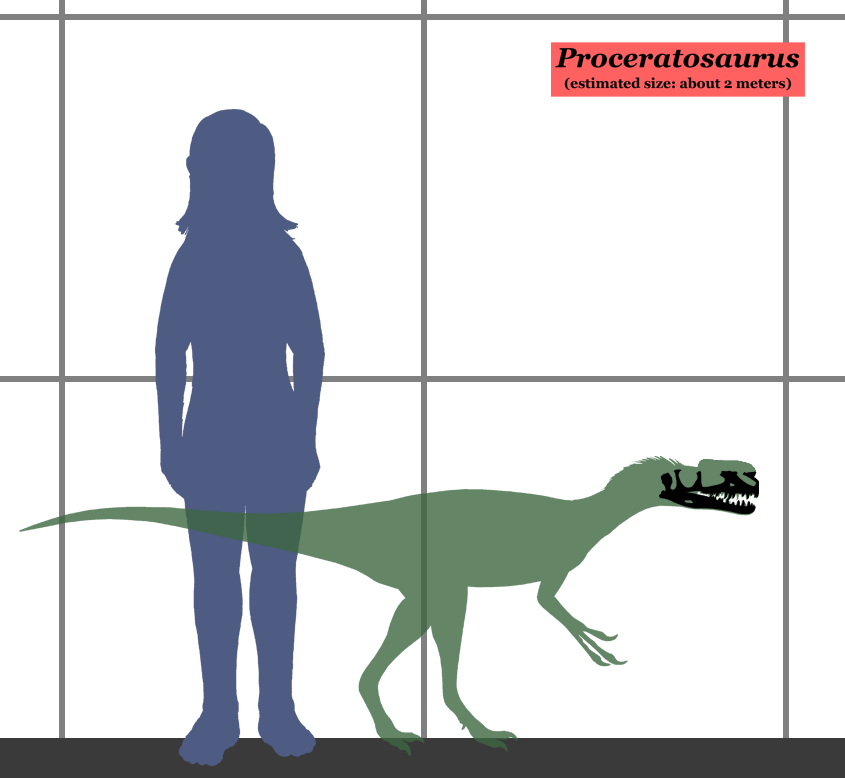
Proceratosaurus vergeleken met een mens.
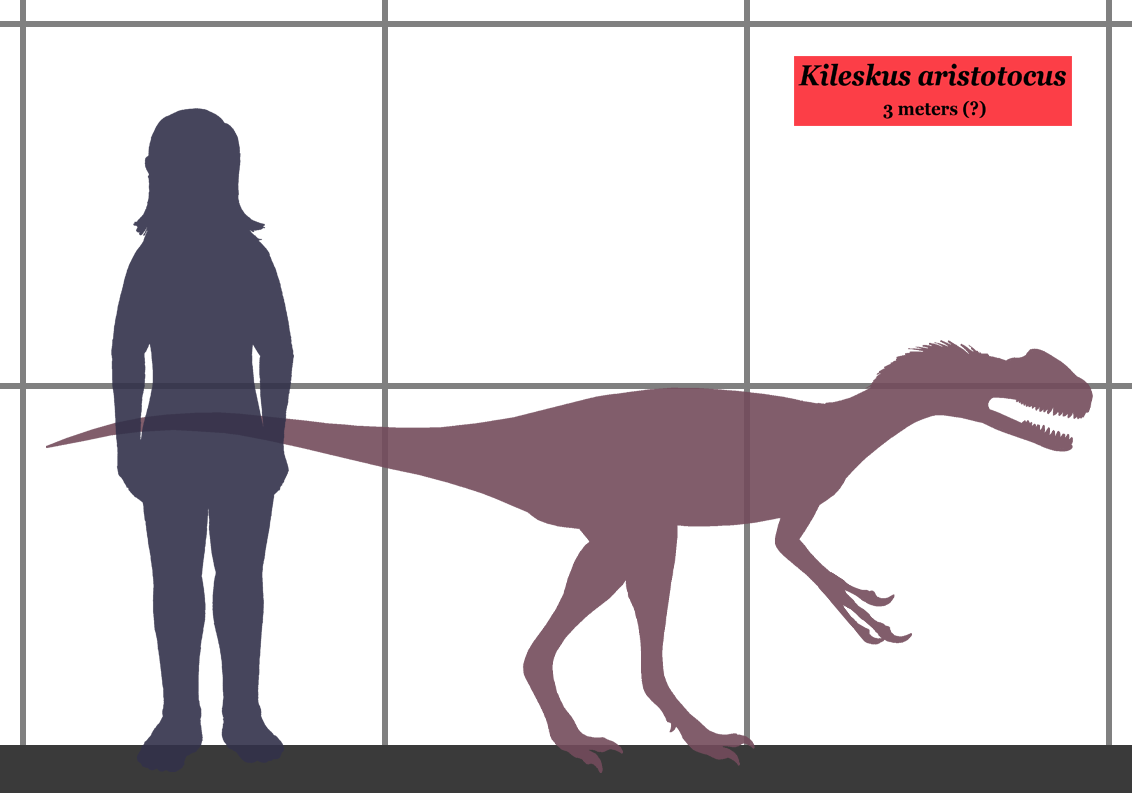
Kileskus vergeleken met een mens.
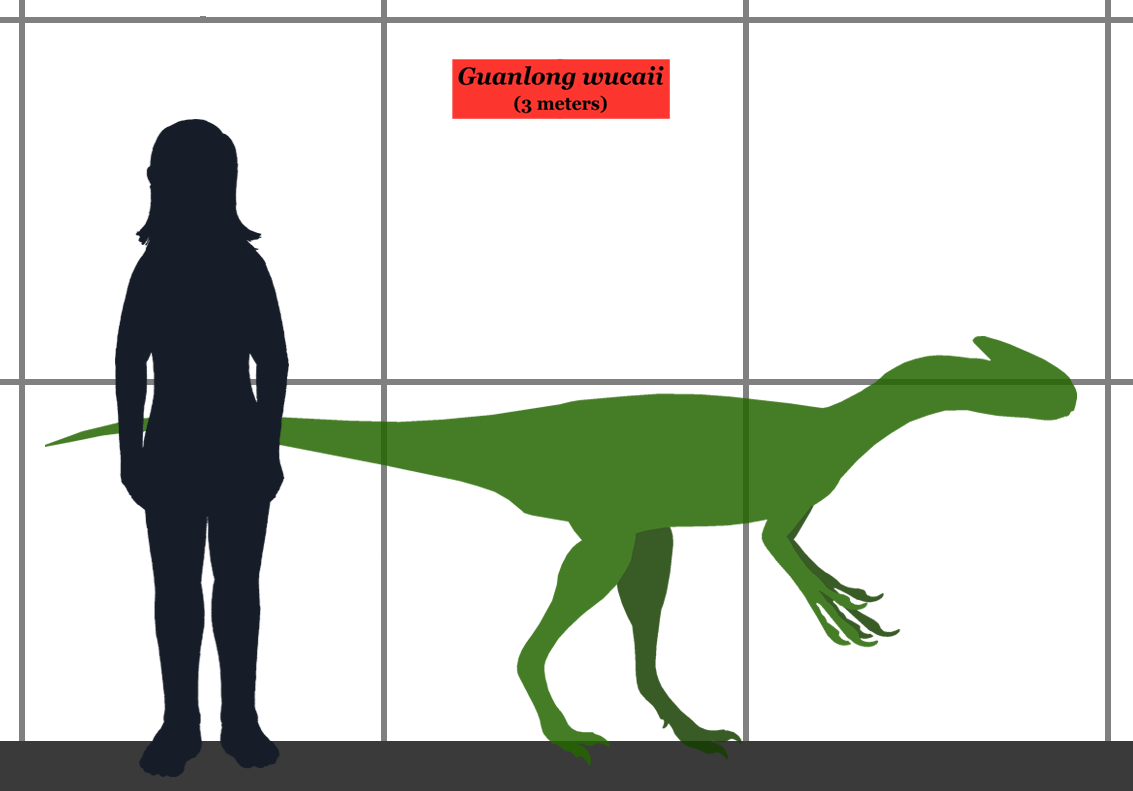
Guanlong vergeleken met een mens.
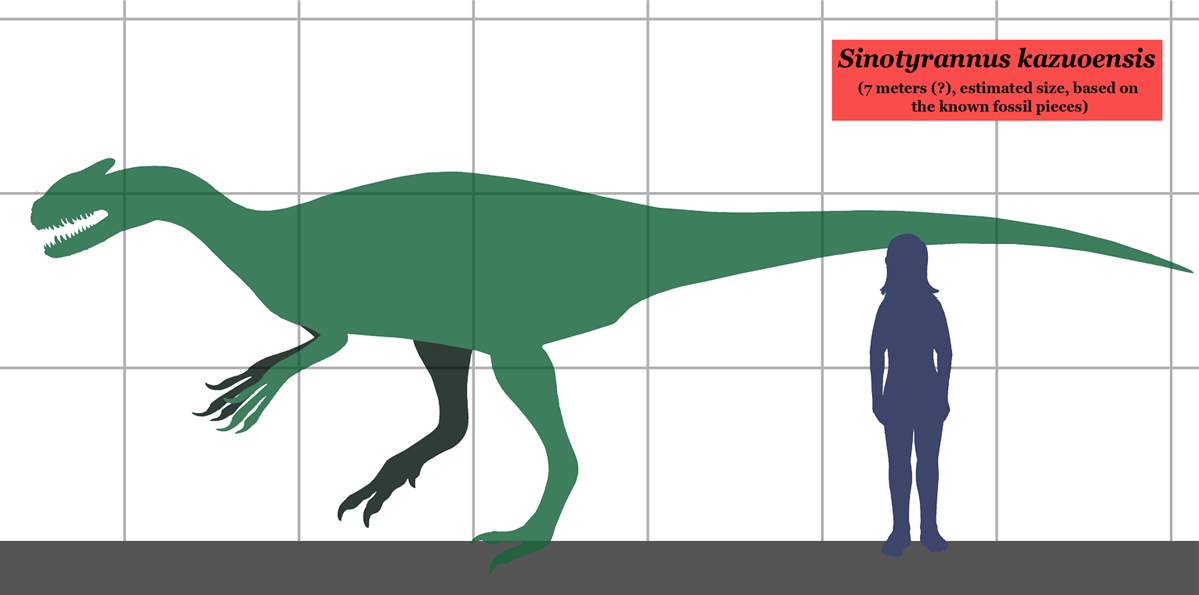
Sinotyrannus vergeleken met een mens.

## Materiaal

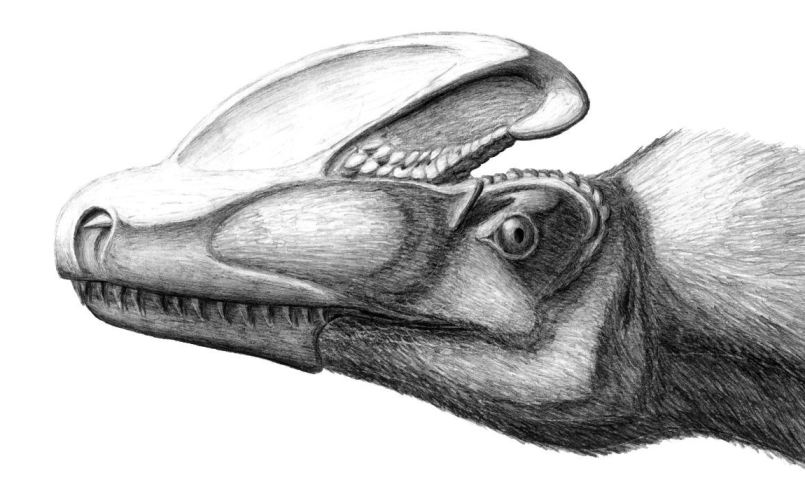
Reconstructie van de kop van Guanlong waarop de kam duidelijk te zien is.

De Proceratosauridae vormen over het algemeen een groep die bekend is van fragmentarische resten. Een grote uitzondering is Guanlong, die bekend is van een bijna complete schedel en een gedeeltelijk skelet dat toebehoorde aan een volwassen exemplaar. Daarnaast is een bijna compleet skelet met schedel gevonden dat toebehoorde aan een jonger exemplaar dat een relatief kleine kam op de kop had, meer zoals die van Kileskus, wat tot de suggestie heeft geleid dat sommige resten van andere proceratosauriden onvolwassen individuen betreffen, aangezien de kammen daar kleiner zijn. Bij Sinotyrannus bleek inderdaad dat het zesenhalve tot zeven meter grote specimen niet totaal volgroeid was. Sinotyrannus werd dus groter dan dat het holotype laat zien. De geschatte lengte van negen tot tien meter maakt het de grootste proceratosauride, hoewel dit zou kunnen betekenen dat ander proceratosauriden zoals Kileskus en Proceratosaurus ook nog groter konden worden. Dit kan echter niet met zekerheid vastgesteld worden totdat er meer materiaal van beiden gevonden wordt, aangezien de kam slechts voor een klein deel bewaard is gebleven bij de fossielen van beide geslachten.
Enkele fossielen en reconstructies van het materiaal dat er gevonden is van proceratosauriden is hier te zien:

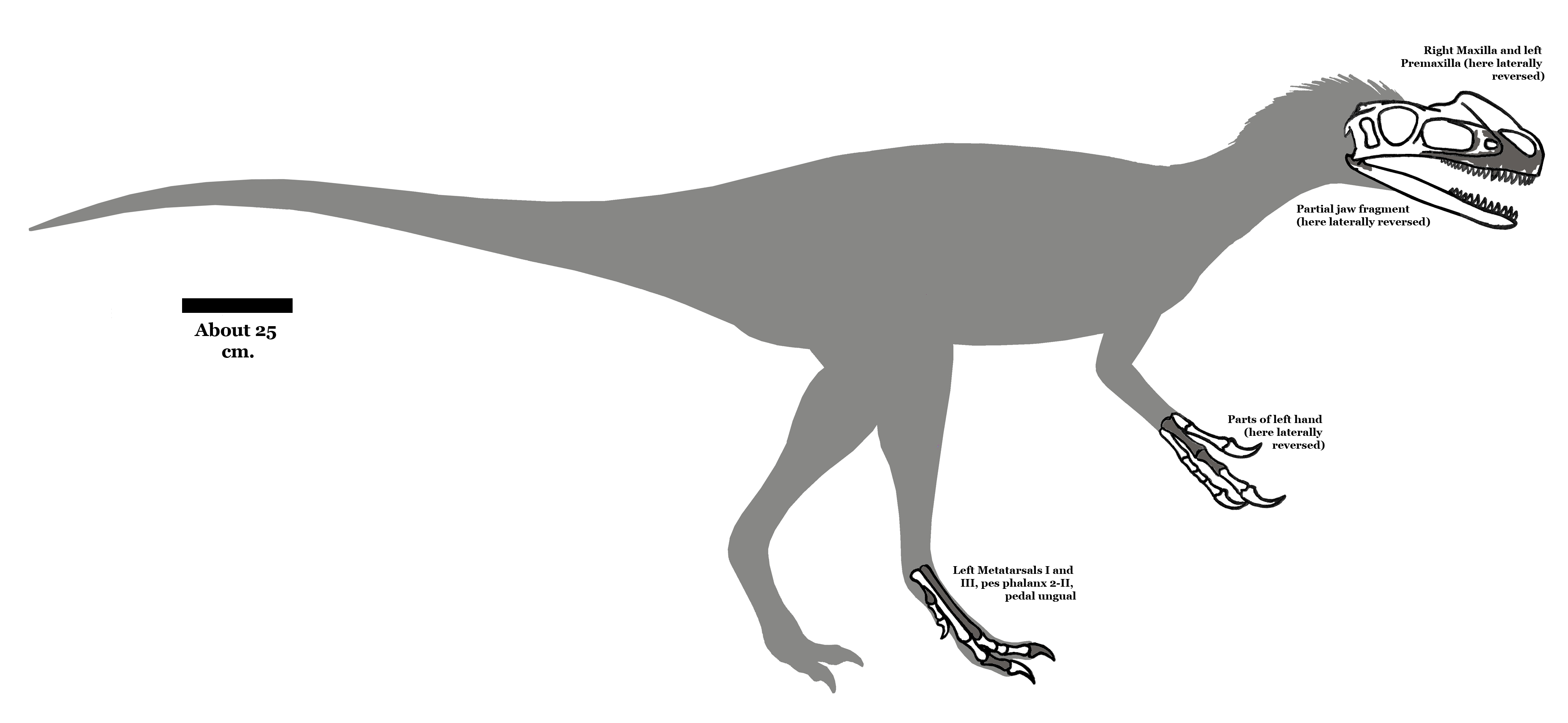
Het materiaal dat er van Kileskus gevonden is.
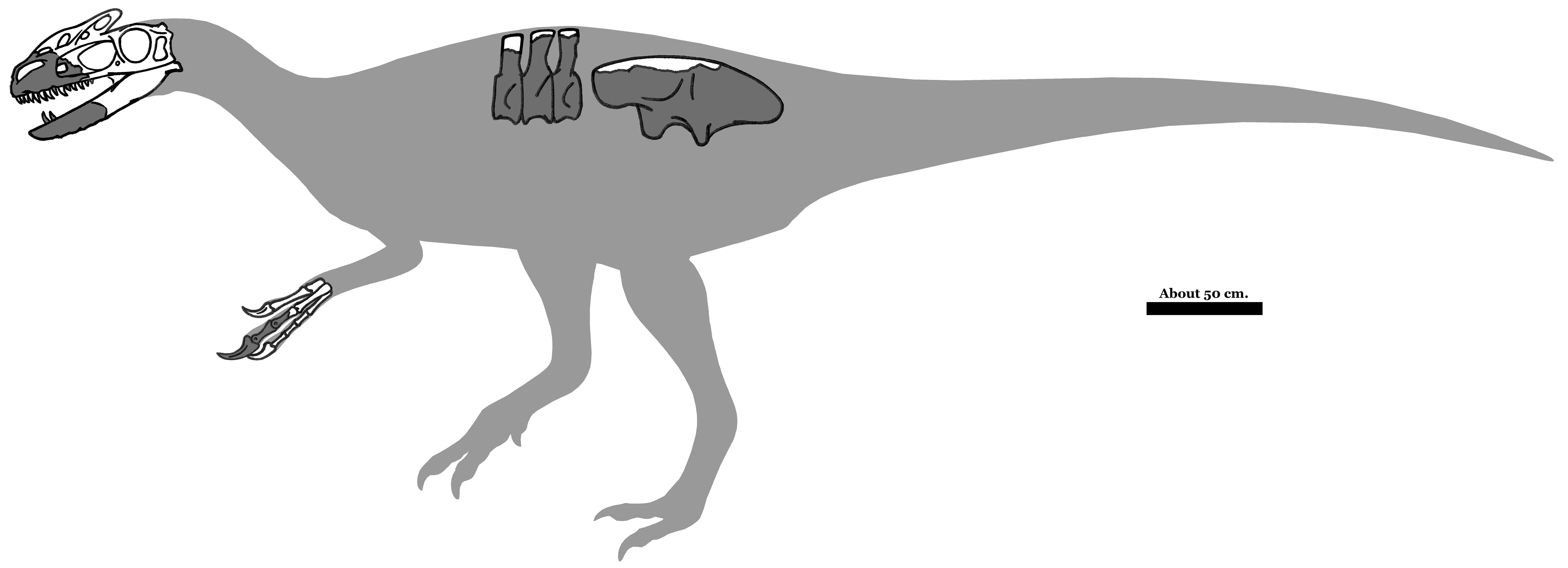
Het materiaal dat er van Sinotyrannus gevonden is.
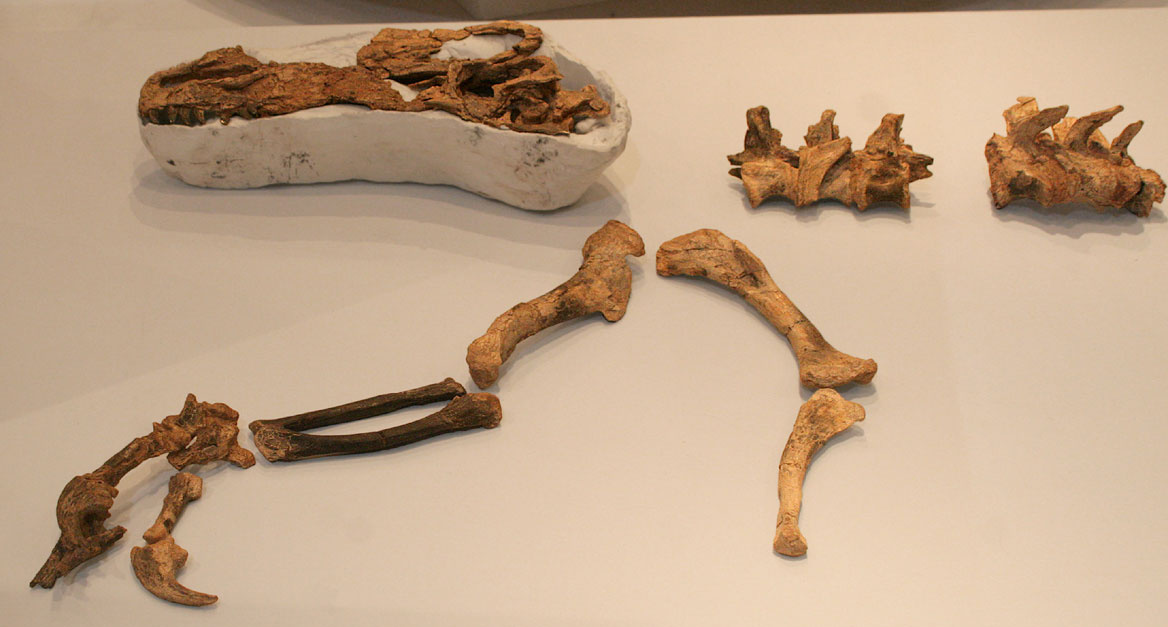
Enig materiaal dat van Guanlong gevonden is.
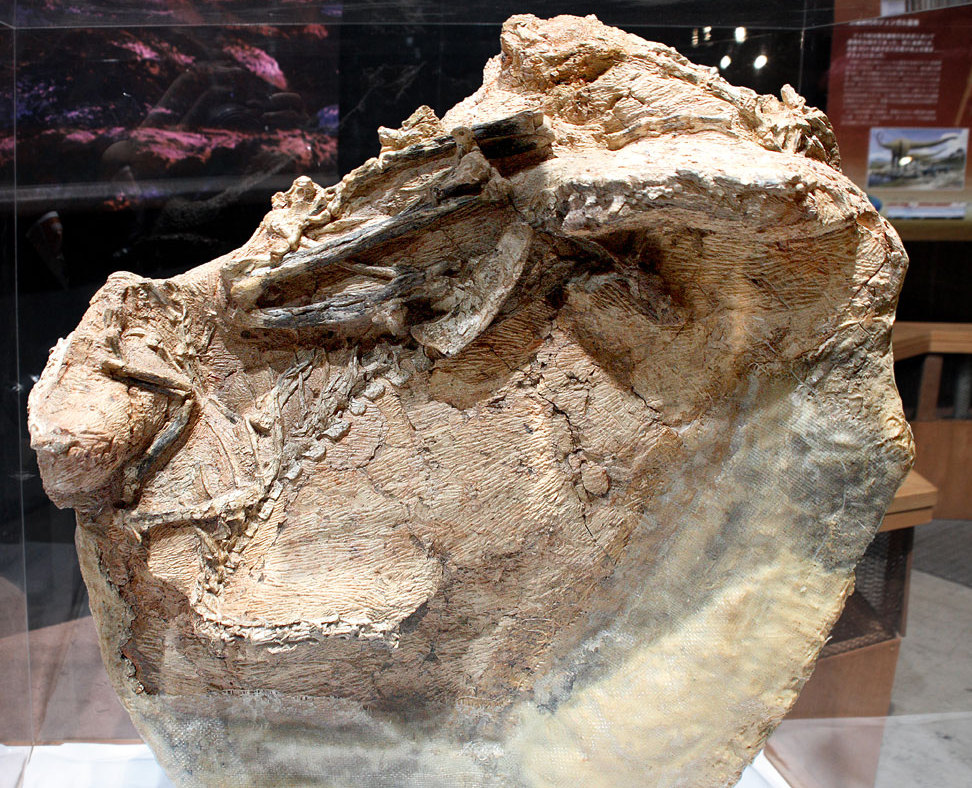
Verder materiaal dat er van Guanlong gevonden is.

## Nieuwe inzichten
Naast Ornitholestes en mogelijk Nqwebasaurus waren de nauwste verwanten van de oorspronkelijke tyrannosauriërs waarschijnlijk de compsognathiden (inclusief Mirischia, Aristosuchus en Scipionyx). Dit heeft ertoe geleid dat onderzoekers tegenwoordig de oorsprong van tyrannosauriërs en verwanten in Europa zoeken in plaats van Azië zoals vroeger werd gedacht. In het speciaal de Europese compsognathiden en de geslachten Iliosuchus, Aviatyrannis, Eotyrannus, Proceratosaurus en Kileskus hebben een grote rol gespeeld bij deze conclusie. Het is waarschijnlijker dat leden van de Coeluridae en andere vroege Noord-Amerikaanse tyrannosauriërs als Stokesosaurus (en misschien ook Ornitholestes, hoewel dit niet onderbouwd wordt met veel argumenten) direct vanuit Europa naar Noord-Amerika zijn gegaan, dan vanuit Azië door Europa naar Noord-Amerika of direct vanuit Azië naar Noord-Amerika zijn gegaan. Ook de vondst van de oudst bekende tyrannosauriër Iliosuchus en oudere leden van de Compsognathidae uit Europa steunt het idee van een Europese oorsprong. Ook de relatief oude Proceratosaurus uit Engeland geeft bewijzen voor deze visie, net als Kileskus, die met een ouderdom van ongeveer 165 miljoen jaar weliswaar jonger is dan Proceratosaurus, maar nog steeds de oudste Aziatische tyrannosauriër vormt. Kileskus is dichter bij Europa gevonden dan de meeste andere Aziatische tyrannosauriërs, wat tot het idee leidt dat tyrannosauriërs vanuit Europa op weg waren naar Oost-Azië, maar hun bestemming nog niet hadden bereikt. Dit kan Kileskus een tussenvorm tussen Europese en Aziatische tyrannosauriërs gemaakt hebben, hoewel dit niet door ander fossiel bewijs ondersteund wordt. De vondst van de vijf miljoen jaar jongere Guanlong in China bevestigt dit idee echter wel.
Ook zijn er overeenkomsten tussen Aviatyrannis, Eotyrannus en Stokesosaurus in bouw van het lichaam en de schedel. Omdat Aviatyrannis het primitiefste lid van de drie is, is het mogelijk dat een Aviatyrannis-achtige vorm zich in Europa ontwikkeld heeft tot een Stokesosaurus-Eotyrannus-achtige vorm, die daarna naar Noord-Amerika is gegaan en zich daar tot Stokesosaurus heeft ontwikkeld, terwijl een ander deel van de populatie van deze hypothetische soort in Europa bleef en zich tegen het begin van het Krijt ontwikkeld had tot Eotyrannus. Materiaal van een groot individu van Stokesosaurus uit Engeland in plaats van Noord-Amerika ondersteunt de hypothese dat tyrannosauriërs al grotere afmetingen bereikten voordat ze buiten Europa kwamen. Tevens laat het materiaal zien dat Stokesosaurus en Eotyrannus misschien nauwer verwant zijn dan voorheen werd gedacht. In deze nieuwe stamboom van de Tyrannosauroidea neemt Xiongguanlong een geavanceerde positie in, nabij Appalachiosaurus, de Tyrannosauridae en andere geavanceerde tyrannosauriërs. De plaats van Dilong blijft onzeker. Dilong kan het zustertaxon van de Proceratosauridae vormen, wat gebaseerd wordt op de overeenkomsten in schedelbouw (ook Dilong heeft een kleine kam over de schedel lopen en de algemene schedelbouw, namelijk lang en doosvormig, is ruwweg hetzelfde) en overige lichaamsbouw. Het kan ook zijn dat Dilong veel geavanceerder was dan de Proceratosauridae, Aviatyrannis, Eotyrannus en Stokesosaurus en dicht bij Xiongguanlong stond. Aan de andere kant is het ook weer mogelijk dat Dilong een zeer basale positie inneemt of zelfs buiten de Tyrannosauroidea valt.